# Fiat Polski 614
Le Fiat-Polski 614 était un petit camion à usages multiples fabriqué en Pologne par Fiat Polski entre 1934 et 1937, sous licence Fiat V.I. Italie.

## Historique
La production du petit camion Fiat Polski 614 est le premier fruit d'un accord de coopération avec cession de licences de fabrication entre le constructeur italien Fiat SpA et le gouvernement polonais signé en 1932, accords renouvelés en 1937 pour le modèle automobile Fiat 518 Ardita et le petit camion Fiat 618, équipé du même moteur que la Fiat 518.
Fabriqué dans l'usine Państwowe Zakłady Inżynierii - PZinz de Varsovie, ce véhicule disposait d'une charge utile remarquable de 1 000 kg, rapportée au poids total du véhicule. En fait, il était dérivé de la voiture Fiat 514 dont le châssis avait été renforcé et rallongé. 
En plus de la version civile, le Fiat Polski 614 a obtenu également été très apprécié par l'armée polonaise où il a été utilisé dans sa version fourgonnette aménagée en ambulance pouvant transporter 8 blessés légers ou 4 blessés sur brancard. La paroi côté conducteur étant aménagée pour recevoir tout l'outillage médical d'urgence.
Après le second accord de coopération signé en 1937, la Polski-Fiat 614 a été remplacé par le Fiat Polski 618 L.

## Caractéristiques techniques
- Moteur : Fiat 114 (PZInż. 174), 4 cylindres en ligne, refroidi par eau, 1 438 cm3, taux de compression: 5,85:1,
- Puissance : 28 HP (20,6 kW) à 3 400 tr/min,
- Embrayage : à sec,
- Boîte de vitesses : 4 rapports avec 3e et 4e synchronisées,
- Suspensions : Avant : essieu rigide avec ressorts à lames et amortisseur hydraulique - Arrière : essieu rigide avec ressorts à lames et amortisseurs hydrauliques,
- Freins : système hydraulique sur les 4 roues, assistant de freinage - Frein à main,
- Pneus : polonais Stomil 30.00 x 5
- Dimensions : longueur / largeur / hauteur du véhicule : 4 550 mm / 1 780 mm / 2 200 mm - empattement : 2 860 mm - garde au sol 231 mm,
- Poids à vide : 1 600 kg,
- Charge utile : 1 000 kg,
- Vitesse maximale : 60 km/h
- Consommation : environ 15 l/100 km